# 陈永红
陈永红，著名粤剧丑生。1970年从艺到至今，现任广州粤剧团演员。

## 演出作品

### 粵劇
- 《金花女》 飾 驿丞
- 《征袍还金粉》 飾 司马伯陵
- 《多情孟丽君》 飾 皇甫少华
- 《樊梨花》 飾 程皎金
- 《十五贯》 飾 娄阿鼠
- 《刁蛮公主》 飾 添福
- 《春草闯堂》 飾 胡知府
- 《驼哥的旗》 飾 驼哥
- 《家》 飾 高克安
- 《金盾情》 飾 冬菇仔
- 《争家婆》 飾 家婆
- 《红色娘子军》 飾 老四
- 《龙江颂》 飾 宝成
- 《涂来贵当官》 飾 涂来贵

### 電視劇
- 《七十二家房客》 飾 丘富